# Neallogaster pekinensis
Neallogaster pekinensis is een libellensoort uit de familie van de bronlibellen (Cordulegastridae), onderorde echte libellen (Anisoptera).
De wetenschappelijke naam van de soort is voor het eerst geldig gepubliceerd in 1886 door McLachlan in Selys.